# Lista de museus de história natural
Esta é uma lista de museus de história natural do mundo por país:
| Nome do Museu                                                                           | País                             | Ano de Fundação | Página Oficial e Fontes         |
| --------------------------------------------------------------------------------------- | -------------------------------- | --------------- | ------------------------------- |
| Ditsong National Museum of Natural History                                              | África do Sul, Pretória          | 1892            | [ Link]                         |
| Museum für Naturkunde der Humboldt-Universität zu Berlin                                | Alemanha, Berlim                 | 1889            | [ Link]                         |
| Naturkundemuseum Leipzig                                                                | Alemanha, Leipzig                | ????            | [ Link]                         |
| Naturhistorisches Museum                                                                | Alemanha, Brunsvique             | 1754            | [ Link]                         |
| Naturhistorisches Museum                                                                | Alemanha, Mainz                  | ????            | [ Link]                         |
| Naturhistorische Gesellschaft Nürnberg                                                  | Alemanha, Nuremberga             | ????            | [ Link]                         |
| Museu de História Natural Senckenberg                                                   | Alemanha, Frankfurt am Main      | 1914            | [ Link]                         |
| Museu Nacional de História Natural de Angola                                            | Angola, Luanda                   | 1975 (1938)     | [ 1 ]                           |
| Australian Museum                                                                       | Austrália, Sydney                | 1857            | [ Link]                         |
| Naturhistorisches Museum                                                                | Áustria, Viena                   | 1891            |                                 |
| Musée d'histoire naturelle de Mons                                                      | Bélgica, Mons                    | 1839            | [ Link]                         |
| Musée d'histoire naturelle de Tournai                                                   | Bélgica, Tournai                 | 1839            | [ Link]                         |
| Musée royal de l’Afrique centrale                                                       | Bélgica, Tervuren                | 1897            | [ Link]                         |
| Muséum des sciences naturelles de Belgique                                              | Bélgica, Bruxelas                | ????            | [ Link]                         |
| Museu de Arqueologia e Etnologia da UFBA                                                | Brasil, Bahia                    | ????            | [ Link]                         |
| Museu Nacional da UFRJ                                                                  | Brasil, Rio de Janeiro           | 1818            | Link                            |
| Museu de Arqueologia e Etnologia da USP                                                 | Brasil, São Paulo                | ????            | [ Link]                         |
| Museu de História Natural da Ufal                                                       | Brasil, Alagoas                  | 1991            | [ Link]                         |
| Museu de História Natural e Jardim Botânico da UFMG                                     | Brasil, Minas Gerais             | ????            |                                 |
| Museu de Geociências do IG-USP                                                          | Brasil, São Paulo                | ????            | [ Link]                         |
| Museu de Minerais e Rochas Heinz Ebert                                                  | Brasil, São Paulo                | 1976            | [ Link]                         |
| Museu de Zoologia da USP                                                                | Brasil, São Paulo                | 1890            | [ Link]                         |
| Museu de História Natural de Taubaté Doutor Herculano Alvarenga (MHNT)                  | Brasil, São Paulo                | 2004            | www.museuhistorianatural.com.br |
| Museu de Rochas, Minerais e Minérios da USP                                             | Brasil, São Paulo                | ????            | [ Link]                         |
| Museu Geológico Valdemar Lefèvre                                                        | Brasil, São Paulo                | ????            | [ Link]                         |
| Museu Paraense Emílio Goeldi                                                            | Brasil, Belém                    | 1866            | [ Link]                         |
| Musée canadien de la nature                                                             | Canadá, Ottawa                   | 1856            | [ Link]                         |
| Museo Nacional de Ciencias Naturales                                                    | Espanha, Madrid                  | 1772            | [ Link]                         |
| Muséum d'histoire naturelle Peabody                                                     | Estados Unidos, New Haven        | 1866            | [ Link]                         |
| American Museum of Natural History                                                      | Estados Unidos, Nova York        | 1877            | [ Link]                         |
| Staten Island Institute of Arts & Sciences                                              | Estados Unidos, Nova York        | 1881            | [ Link]                         |
| Carnegie Museum of Natural History                                                      | Estados Unidos, Pittsburgh       | ????            | [ Link]                         |
| Cleveland Museum of Natural History                                                     | Estados Unidos, Cleveland        | ????            | [ Link]                         |
| Field Museum of Natural History                                                         | Estados Unidos, Chicago          | 1893            | [ Link]                         |
| Florida Museum of Natural History                                                       | Estados Unidos, Tallahassee      | 1891            | [ Link]                         |
| Harvard Museum of Natural History                                                       | Estados Unidos, Cambridge        | ????            | [ Link]                         |
| National Museum of Natural History                                                      | Estados Unidos, Washington, D.C. | 1893            | [ Link]                         |
| San Diego Natural History Museum                                                        | Estados Unidos, San Diego        | ????            | [ Link]                         |
| Santa Barbara Museum of Natural History                                                 | Estados Unidos, Santa Bárbara    | ????            | [ Link]                         |
| California Academy of Sciences                                                          | Estados Unidos,São Francisco     | ????            | [ Link]                         |
| Utah Museum of Natural History                                                          | Estados Unidos, Salt Lake City   | ????            | [ Link]                         |
| Burke Museum of Natural History & Culture                                               | Estados Unidos, Seattle          | ????            | [ Link]                         |
| Slater Museum of Natural History                                                        | Estados Unidos, Tacoma           | ????            | [ Link]                         |
| Fernbank Museum of Natural History                                                      | Estados Unidos, Atlanta          | ????            | [ Link]                         |
| Natural History Museum of Los Angeles County                                            | Estados Unidos, Los Angeles      | 1913            | [ Link]                         |
| Muséum Bishop                                                                           | Estados Unidos, Honolulu         | 1889            | [ Link]                         |
| Musée d'histoire naturelle de Finlande                                                  | Finlândia, Helsinque             | 1829            | [ Link]                         |
| Muséum d'histoire naturelle d'Aix-en-Provence                                           | França, Aix-en-Provence          | 1885            |                                 |
| Muséum des sciences naturelles d'Angers                                                 | França, Angers                   | 1801            |                                 |
| Muséum des volcans                                                                      | França, Aurillac                 | ????            | [ Link]                         |
| Muséum d'histoire naturelle d'Autun                                                     | França, Autun                    | ????            | [ Link]                         |
| Muséum d'histoire naturelle d'Avignon                                                   | França, Avinhão                  | ????            | [ Link]                         |
| Muséum d'histoire naturelle d'Auxerre                                                   | França, Auxerre                  | ????            | [ Link]                         |
| Muséum d'histoire naturelle de Besançon                                                 | França, Besançon                 | ????            | [ Link]                         |
| Muséum d'histoire naturelle de Blois                                                    | França, Blois                    | ????            | [ Link]                         |
| Muséum d'histoire naturelle de Bordeaux                                                 | França, Bordeaux                 | 1811            | [ Link]                         |
| Muséum d'histoire naturelle de Bourges                                                  | França, Bourges                  | 1927            | [ Link]                         |
| Muséum d'histoire naturelle de Chartres                                                 | França, Chartres                 | ????            | [ Link]                         |
| Muséum d'histoire naturelle d'archéologie et d'ethnographie                             | França, Cherbourg-Octeville      | 1832            | [ Link]                         |
| Muséum d'histoire naturelle Henri Lecoq                                                 | França, Clermont-Ferrand         | 1873            | [ Link]                         |
| Muséum d'histoire naturelle de Dijon                                                    | França, Dijon                    | ????            | [ Link]                         |
| Muséum d'histoire naturelle de la Réunion                                               | França, Saint-Denis              | 1854            | [ Link]                         |
| Muséum d'histoire naturelle de Grenoble                                                 | França, Grenoble                 | 1773            | [ Link]                         |
| Muséum d'histoire naturelle du Havre                                                    | França, Le Havre                 | 1881            | [ Link]                         |
| Muséum d'histoire naturelle de La Rochelle                                              | França, La Rochelle              | ????            | [ Link]                         |
| Musée vert                                                                              | França, Le Mans                  | ????            | [ Link]                         |
| Muséum d'histoire naturelle de Lille                                                    | França, Lille                    | 1822            | [ Link]                         |
| Musée d'histoire naturelle - Guimet                                                     | França, Lyon                     | ????            | [ Link]                         |
| Muséum d'histoire naturelle de Marseille                                                | França, Marselha                 | 1819            | [ Link]                         |
| Muséum Cuvier                                                                           | França, Montbéliard              | ????            | [ Link]                         |
| Muséum d'histoire naturelle de Nantes                                                   | França, Nantes                   | 1793            | [ Link]                         |
| Muséum-aquarium de Nancy                                                                | França, Nancy                    | ????            | [ Link]                         |
| Musée d'histoire naturelle de Nice                                                      | França, Nice                     | 1846            | [ Link]                         |
| Muséum d'histoire naturelle de Nîmes                                                    | França, Nîmes                    | 1895            | [ Link]                         |
| Muséum d'histoire naturelle d'Orléans                                                   | França, Orleães                  | 1823            | [ Link]                         |
| Muséum national d'histoire naturelle                                                    | França, Paris                    | 1793            |                                 |
| Muséum d'histoire naturelle de Perpignan                                                | França, Perpignan                | ????            | [ Link]                         |
| Muséum d'histoire naturelle de Rouen                                                    | França, Rouen                    | 1828????        | [ Link]                         |
| Musée zoologique de Strasbourg                                                          | França, Estrasburgo              | 1804            | [ Link]                         |
| Muséum d'histoire naturelle de Toulon                                                   | França, Toulon                   | ????            | [ Link]                         |
| Muséum d'histoire naturelle de Toulouse                                                 | França, Toulouse                 | 1796            | [ Link]                         |
| Muséum d'histoire naturelle de Tours                                                    | França, Tours                    | ????            | [ Link]                         |
| Magyar Természettudományi Múzeum                                                        | Hungria, Budapeste               | ????            | [ Link]                         |
| Government Museum and Art Gallery                                                       | Índia, Chandigarh                | 1968            | [ Link]                         |
| National Museum of Ireland - Natural History (Ard-Mhúsaem na hÉireann - Stair an Dúlra) | Irlanda, Dublin                  | 1856            |                                 |
| Ulster Museum                                                                           | Irlanda do Norte, Belfast        | 1821            |                                 |
| Museo di Storia Naturale di Firenze                                                     | Itália, Florença                 | 1775            | [ Link]                         |
| Museo Civico di Storia Naturale de Milan                                                | Itália, Milão                    | 1838            | [ Link]                         |
| Museo Civico di Zoologia                                                                | Itália, Roma                     | 1792            | [ Link]                         |
| Museo Zoologico di Napoli                                                               | Itália, Nápoles                  | 1813            | [ Link]                         |
| Museo civico di storia naturale de Genova                                               | Itália, Gênova                   | 1867            | [ Link]                         |
| Museo Regionale di Scienze Naturali di Torino                                           | Itália, Turim                    | 1978            | [ Link]                         |
| Musée national d'histoire naturelle de Luxembourg                                       | Luxemburgo, Luxemburgo           | ????            | [ Link]                         |
| Museu de História Natural de Moçambique                                                 | Moçambique, Maputo               | 1974 (1913)     |                                 |
| Museu Oceanográfico do Mónaco                                                           | Mónaco, Mônaco                   | 1889            |                                 |
| Naturhistmuseum                                                                         | Noruega, Bergen                  | 1825            | [ Link]                         |
| Rijksmuseum van Natuurlijke Historie                                                    | Países Baixos, Leiden            | 1820            | [ Link]                         |
| Beiaard en Natuurmuseum Asten                                                           | Países Baixos                    | ????            | [ Link]                         |
| Biesboschmuseum                                                                         | Países Baixos, Werkendam         | ????            | [ Link]                         |
| Natuurmuseum Dokkum                                                                     | Países Baixos                    | ????            | [ Link]                         |
| Natuurmuseum Enschede                                                                   | Países Baixos                    | ????            | [ Link]                         |
| Natuurmuseum Groningen                                                                  | Países Baixos                    | ????            | [ Link]                         |
| Natuurdiorama Holterberg                                                                | Países Baixos                    | ????            | [ Link]                         |
| Ecomare                                                                                 | Países Baixos, Texel             | ????            | [ Link]                         |
| Natuurmuseum Fryslân                                                                    | Países Baixos                    | ????            | [ Link]                         |
| Natuurmuseum Nijmegen                                                                   | Países Baixos                    | ????            | [ Link]                         |
| Natuurmuseum Brabant                                                                    | Países Baixos                    | ????            | [ Link]                         |
| Natuurhistorisch Museum                                                                 | Países Baixos, Roterdã           | ????            | [ Link]                         |
| Regionaal Natuurmuseum Westflinge                                                       | Países Baixos                    | ????            | [ Link]                         |
| Museu Teyler                                                                            | Países Baixos, Haarlem           | 1778            |                                 |
| Zoölogisch Museum Amsterdam                                                             | Países Baixos, Amsterdã          | ????            | [ Link]                         |
| Muzeum Ewolucji                                                                         | Polónia, Varsóvia                | ????            | [ Link]                         |
| Museu Botânico da Escola Superior Agrária de Beja                                       | Portugal, Beja                   | 2002            |                                 |
| Museu da Ciência da Universidade de Coimbra                                             | Portugal, Coimbra                | 2006 (1772)     |                                 |
| Museu Aquário Vasco da Gama                                                             | Portugal, Dafundo                | 1898            |                                 |
| Museu de História Natural do Funchal                                                    | Portugal, Funchal                | 1933            |                                 |
| Museu Geológico do Laboratório Nacional de Energia e Geologia                           | Portugal, Lisboa                 | 1857            |                                 |
| Museu Maynense da Academia das Ciências de Lisboa                                       | Portugal, Lisboa                 | 1779            |                                 |
| Museu Nacional de História Natural e da Ciência                                         | Portugal, Lisboa                 | 2011 (1861)     |                                 |
| Museu da Lourinhã                                                                       | Portugal, Lourinhã               | 1984            |                                 |
| Museu Carlos Machado                                                                    | Portugal, Ponta Delgada          | 1876            |                                 |
| Museu Oceanográfico Prof. Luiz Saldanha                                                 | Portugal, Portinho da Arrábida   | 1998 (1955)     |                                 |
| Museu de História Natural e da Ciência da Universidade do Porto                         | Portugal, Porto                  | 2015 (1916)     |                                 |
| Museu de História Natural de Sintra                                                     | Portugal, Sintra                 | 2009            |                                 |
| Museu de Geologia Fernando Real da Universidade de Trás-os-Montes e Alto Douro          | Portugal, Vila Real              | 1986            |                                 |
| Natural History Museum                                                                  | Reino Unido, Londres             | 1881            |                                 |
| Museu de História Natural da Universidade de Oxford                                     | Reino Unido, Oxford              | 1850            |                                 |
| Museu de História Natural de Tring                                                      | Reino Unido, Tring               | 1892            | [ Link]                         |
| Museu da Morávia                                                                        | Chéquia, Brno                    | 1817            | [ Link]                         |
| Museu Nacional de Praga                                                                 | Chéquia, Praga                   | 1818            | [ Link]                         |
| Prirodnjački muzej                                                                      | Sérvia, Belgrado                 | 1895            | [ Link]                         |
| Museu Sueco de História Natural                                                         | Suécia, Stockholm                | 1819            | [ Link]                         |
| Muséum d'histoire naturelle de Genève                                                   | Suíça , Genebra                  | ????            | [ Link]                         |
| Naturhistorisches Museum Basel                                                          | Suíça , Basileia                 | ????            | [ Link]                         |
| Naturhistorisches Museum Bern                                                           | Suíça , Berna                    | ????            | [ Link]                         |
| Bündner Naturmuseum                                                                     | Suíça , Coire                    | ????            | [ Link]                         |
| Musée cantonal de géologie                                                              | Suíça , Lausanne                 | ????            | [ Link]                         |
| Musée cantonal de zoologie                                                              | Suíça , Lausanne                 | ????            | [ Link]                         |
| Muséum d'histoire naturelle de Fribourg                                                 | Suíça , Fribourg                 | ????            | [ Link]                         |
| Muséum d'histoire naturelle de La Chaux-de-Fonds                                        | Suíça , La Chaux-de-Fonds        | ????            | [ Link]                         |
| Muséum d'histoire naturelle de Neuchâtel                                                | Suíça , Neuchâtel                | 1853            | [ Link]                         |
| Muséum d'histoire naturelle de Sion                                                     | Suíça , Sion                     | ????            | [ Link]                         |
| Museo Nacional de historia natural y antropologia                                       | Uruguai, Montevidéu              | 1837            | [ Link]                         |